# Quinanga
Quinanga / Nanga von Kongo (Nanga á Nimi kia Ntinu Kongo, ca. 1381– ca. 1435) war der zweite Herrscher (Mani-Kongo) des zentralafrikanischen Königreichs Kongo (Kongo dya Ntotila/Wene wa Kongo), Er gehörte zur Lukeni kanda-Dynastie. Seine Lebensdaten sind unsicher. Er wurde um 1381 geboren und seine Herrschaft dauerte ungefähr von 1420 bis um 1435, als er starb. Man weiß, dass er ein Cousin des Dynastiegründers Lukeni lua Nimi war. Sein Nachfolger war Nlaza von Kongo